# Kate Upton
Kate Upton (St. Joseph, Michigan, 1992. június 10. –) amerikai modell.

## Életútja, munkássága
Kate Upton 1992-ben született a Michigan állambeli St. Joseph városában Shelley Fawn korábbi Texas állami teniszbajnok és Jeff Upton, középiskola atlétika igazgató lányaként. A nagybátyja Fred Upton képviselőházi képviselő. Upton dédapja Frederick Upton a Whirlpool Corporation társalapítója.

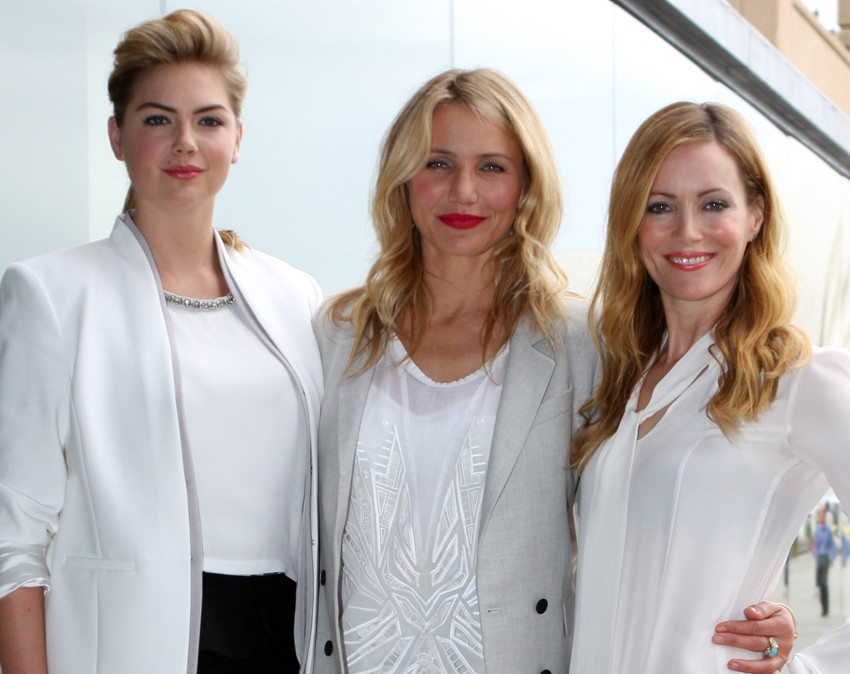
Cameron Diazzal és Leslie Mannal a The Other Woman című filmben, 2014-ben

## Magánélete

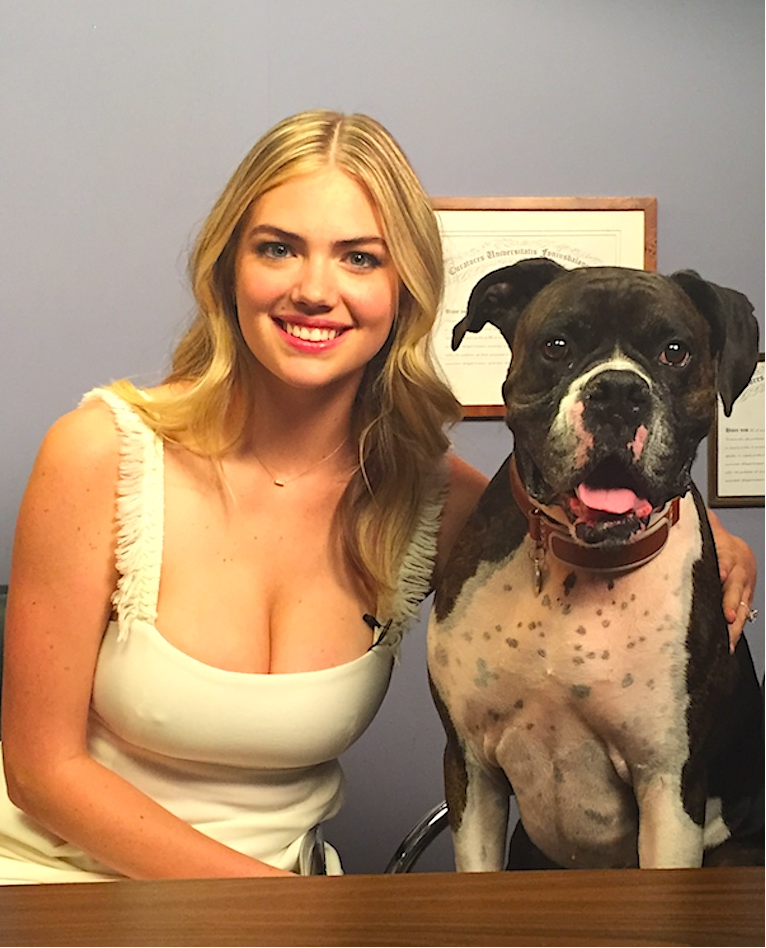
Kate Upton és Harley nevű kutyája 2017-ben

Upton a 2014 elején kezdett randevúzni Detroit Tigers baseballjátékosával, Justin Verlanderrel, az eljegyzésük 2016-ban volt. Az esküvőjüket egy toszkánai középkori templomban tartották 2017. november 4-én.

## Filmográfia

### Film
| Év   | Magyar cím                    | Eredeti cím         | Szerep                  | Megjegyzések                       |
| ---- | ----------------------------- | ------------------- | ----------------------- | ---------------------------------- |
| 2011 | Hogyan lopjunk felhőkarcolót? | Tower Heist         | Mr. Hightower szeretője | cameoszerep                        |
| 2012 | A dilis trió                  | The Three Stooges   | Bernice nővér           |                                    |
| 2014 | A csajok bosszúja             | The Other Woman     | Amber                   | magyar hangja Gáspár Kata          |
| 2017 | Terápiás csajok               | The Layover         | Meg                     |                                    |
| 2017 | A katasztrófaművész           | The Disaster Artist | önmaga                  | törölt jelenet                     |
| 2019 |                               | Adult Interference  | Talia                   | 2017-ben forgatták Wild Man címmel |

### Televízió
| Év   | Magyar cím                  | Eredeti cím                                     | Szerep                                                 | Megjegyzések                           |
| ---- | --------------------------- | ----------------------------------------------- | ------------------------------------------------------ | -------------------------------------- |
| 2011 | Tosh.0                      | Tosh.0                                          | önmaga                                                 | 1 epizód                               |
| 2012 |                             | Sports Illustrated: The Making of Swimsuit 2012 | önmaga                                                 | különkiadás                            |
| 2012 | Saturday Night Live         | Saturday Night Live                             | önmaga                                                 | 1 epizód                               |
| 2012 |                             | GTTV Presents MLB 2K12: The Perfect Club        | önmaga                                                 | 1 epizód                               |
| 2012 |                             | Barely Famous                                   | önmaga                                                 | 1 epizód                               |
| 2017 | Playback párbaj             | Lip Sync Battle                                 | önmaga                                                 | 1 epizód (Ricky Martin vs. Kate Upton) |
| 2017 | A kifutó                    | Project Runway                                  | önmaga / vendég zsűritag                               | 1 epizód                               |
| 2018 | RuPaul – Drag Queen leszek! | RuPaul's Drag Race                              | önmaga / vendég zsűritag                               | 2 epizód                               |
| 2018 | Robotcsirke                 | Robot Chicken                                   | elsüllyeszthetetlen Molly Brown / francia pék (hangja) | 1 epizód                               |